# Doxa sodalis
Doxa sodalis är en fjärilsart som beskrevs av Walsingham 1912. Doxa sodalis ingår i släktet Doxa och familjen plattmalar. Inga underarter finns listade i Catalogue of Life.